# Ruralistyka

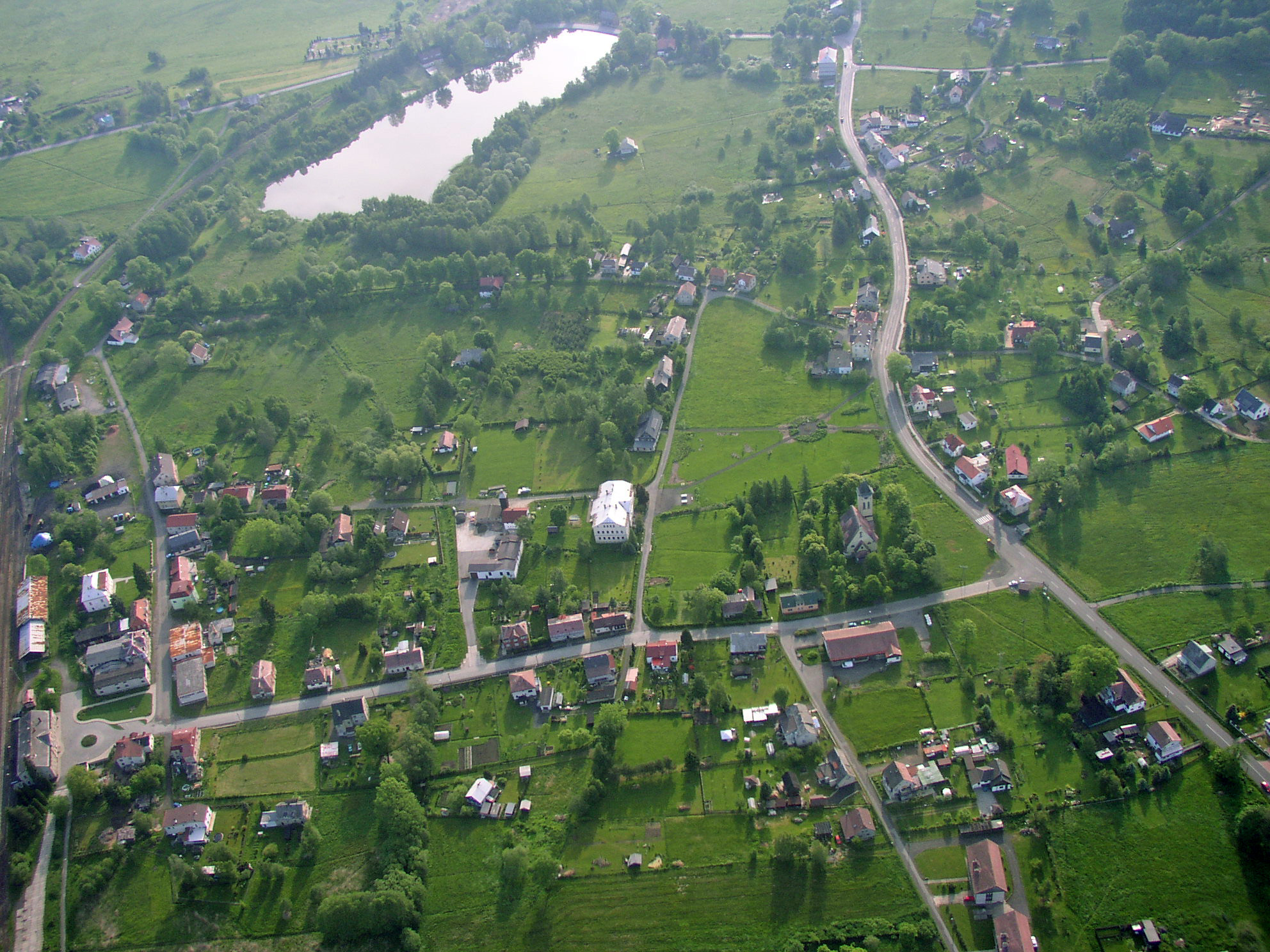
Rybniště, Czechy

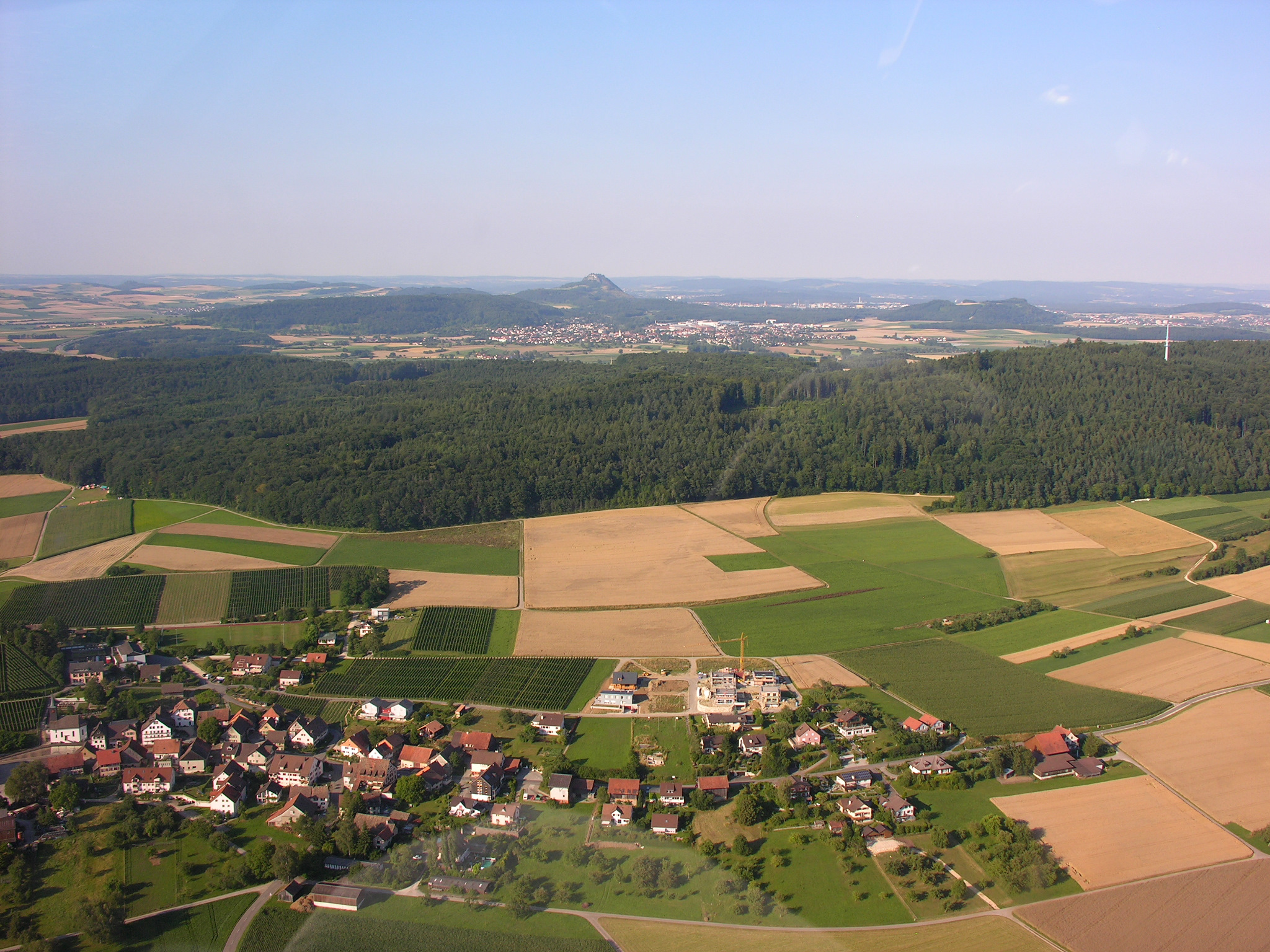
Dörflingen i okolice, Szwajcaria

Ruralistyka (łac. ruralis - "wiejskość"), rzadziej rurystyka – nauka o planowaniu i budowie obszarów wiejskich, także o powstawaniu i rozwoju wiejskich form osadniczych. Zajmuje się obszarami położonymi poza miastami, a więc terenami otwartymi, terenami rolniczymi, wsiami, miasteczkami o charakterze rolniczym. W Polsce pojęcie „ruralistyka” jest często traktowane wąsko, obejmując zagadnienia związane jedynie z planowaniem wsi.
Podstawowe dziedziny ruralistyki to:
- historia i rozwój obszarów wiejskich,
- planowanie i zabudowa wsi,
- zależności funkcjonalne pomiędzy osadami a terenami upraw rolnych, także pomiędzy wsiami a miastami,
- zasady projektowania budynków i budowli wiejskich,
- tradycje regionalne i ich wpływ na zagospodarowanie wsi

## Historia
Początki nauki o rozwoju i planowaniu wsi sięgają przełomu XIX i XX wieku. Do ówczesnych teoretyków zajmujących się tą tematyką należą: Walter Christaller (prowadzący badania na południu Niemiec), C.B. Dickinson i E. Smailes (Anglia), Georges Chabot (Francja), J. Chmielewski i Szymon Syrkus (Polska). Główną tezą ich opracowań była dominacja miast nad obszarami wiejskimi. 
W 1937 roku w Paryżu odbył się V Międzynarodowy Kongres Architektów, podczas którego między innymi dyskutowano nad sytuacją mieszkańców wsi w środkowej i wschodniej Europie.

## Rozwój ruralistyki w Polsce
Pierwsze znaczące polskie publikacje podejmujące problematykę projektowania wsi to Budowanie wiejskie dziedzicom dóbr i posesorom, toż wszystkim jakążkolwiek zwierzchność po wsiach i miasteczkach mającym do uwagi i praktyki podane z 1782 roku autorstwa Piotra Świtkowskiego oraz Nowa zagroda Jana Pohoskiego (1921).
W 1939 roku Franciszek Piaścik sformułował teorię „trójstopniowej więzi społecznej na wsi”, która po II wojnie światowej stała się podstawą rozwoju ruralistyki w Polsce. Polega ona na hierarchicznym podziale jednostek, gdzie podstawową jednostką jest wieś z gospodarstwami rolnymi i towarzyszącymi im podstawowymi usługami (szkoła, sklep), wyższą jednostką jest obszar gminy lub parafii, a najwyższą w hierarchii – region. Zasada Piaścika (nieznacznie modyfikowana) obowiązywała w planowaniu przestrzennym wsi do 1975 roku, kiedy to przyjęto nowy podział administracyjny kraju. Wówczas za pierwszy poziom przyjęto tzw. wieś podstawową (rejonową) obejmującą osadnictwo z promieniem obsługi do 3 km, kolejne poziomy to miejscowość gminna (promień obsługi do 15 km), miasteczko rolnicze (promień obsługi do 25-30 km).
W 1961 roku weszła w życie Ustawa o terenach budowlanych na obszarach wsi, która wraz z Ustawą o planowaniu przestrzennym dała podstawy do porządkowania przestrzennego kraju. W przypadku wsi było to między innymi dążenie do skupiania nowej zabudowy, co miało pomóc między innymi w dostępie do usług czy łatwiejszemu zaopatrzeniu w wodę.

## Charakterystyczne cechy osadnictwa wiejskiego
Charakterystyczną cechą układów wiejskich jest połączenie terenów osiedlowych (obejmujących zabudowę mieszkalną i usługową) z terenami upraw obejmującymi grunty orne, łąki, pastwiska, lasy, wody. Tradycyjną zabudowę wsi charakteryzuje powtarzalność form, rytm układu zagród oraz stosowanie tych samych materiałów budowlanych. Podstawowym elementem przestrzennym jest zagroda, w skład której wchodzą budynki mieszkalne, inwentarskie, gospodarcze i magazynowe 
Główną funkcją obszarów rolniczych jest produkcja rolna, obecnie często uzupełniana przez przemysł przetwórczy. Współcześnie tereny wiejskie pełnią też ważną rolę wypoczynkową i turystyczną.